# Reserva Natural Nacional de Iroise
A Reserva Natural Nacional de Iroise (RNN108) é uma reserva natural nacional localizada ao norte do mar de Iroise, no arquipélago de Molène, ao oeste da Bretanha. Classificado como reserva natural em 1992, ela abrange uma área de 39,4 ha, incluindo três ilhas, Balanec, Bannec e Trielen, além das áreas anexadas a elas. Em 2021, seu perímetro foi estendido em 1129 ha, dos quais 120,58 ha são de área terrestre e 1008,41 ha são de área marítima.

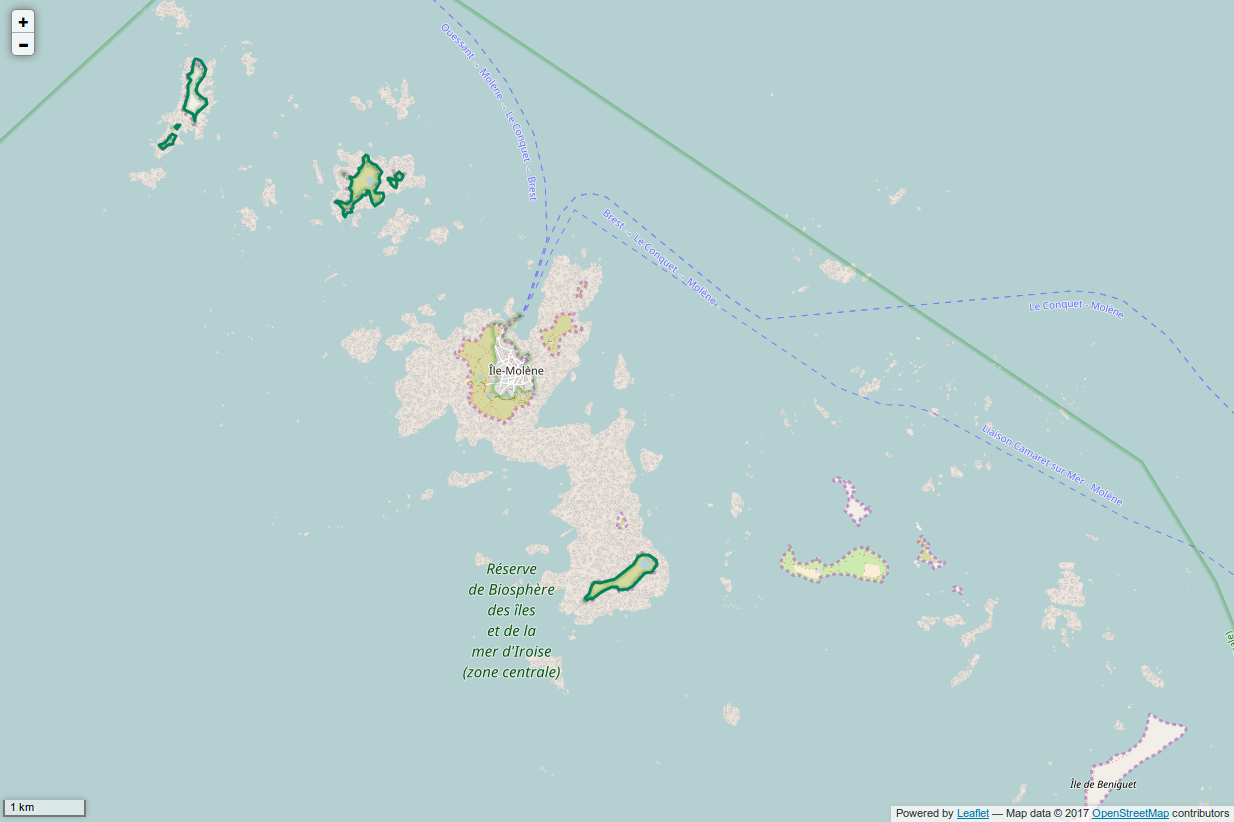
Perímetro da reserva natural

## Localização
A reserva está localizada dentro do departamento de Finistère, na comuna de Le Conquet. Ela abrange uma área de 39,5 ha,  incluindo três ilhas, Balanec, Bannec e Trielen, além das áreas anexadas a elas. As ilhas estão sob o gerenciamento da comuna de Conquet, mas a comuna de Île-Molène também se preocupa com sua gestão.

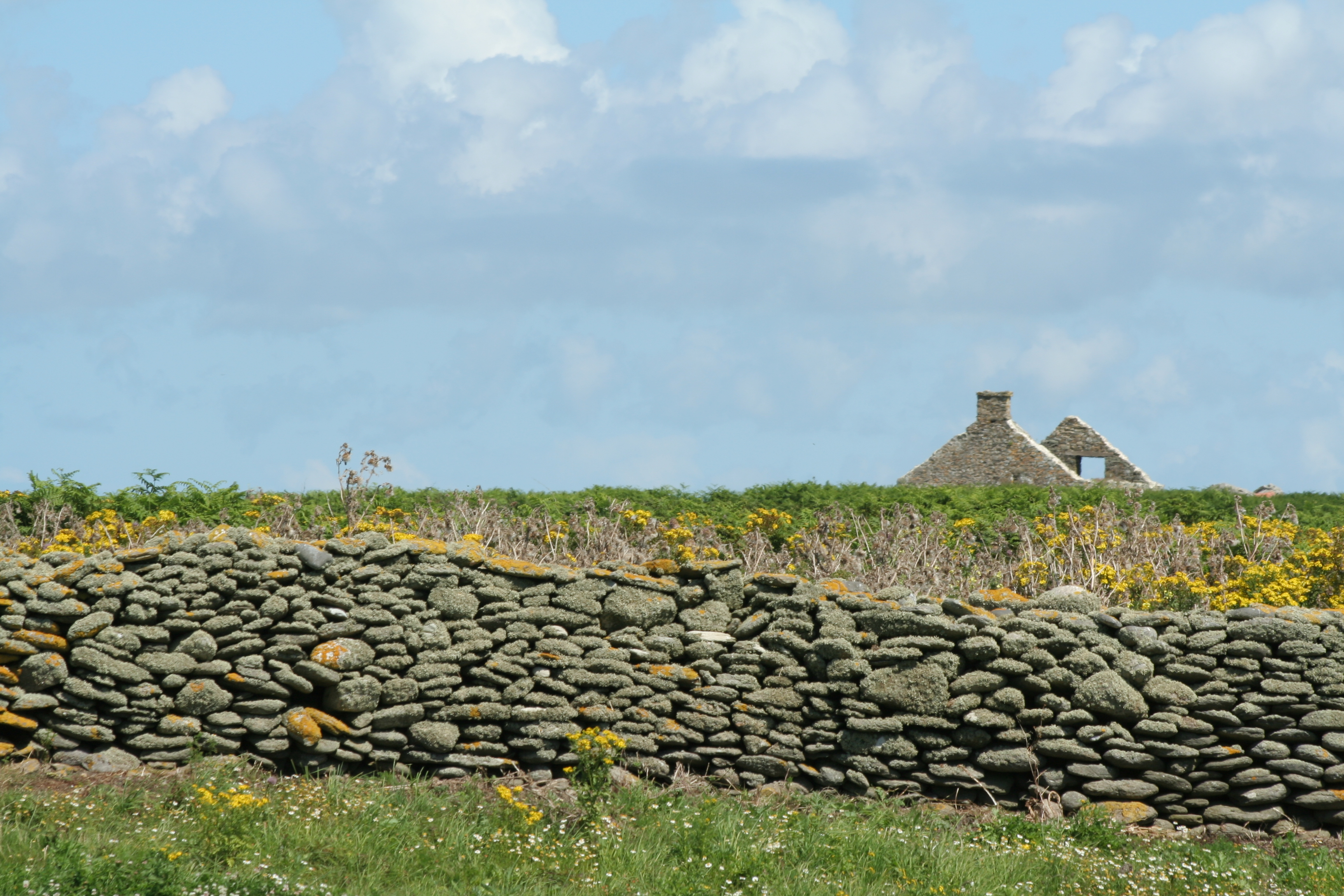
Muro em Trielen

## História
As ilhas da reserva foram habitadas e moldadas pelo homem no passado. Ainda é possível encontrar vestígios humanos, como fazendas, abrigos para algas, agora em ruínas, poços de pedra secos, fornos para algas, etc. Das três ilhas, Balanec foi a última a ser ocupada, apenas nos anos 70.
Em 1972, o Conselho Departamental de Finistère adquiriu as três ilhas e seus anexos. Em 1976, a SEPNB, precurssora da Bretagne Vivante, foi encarregada da gestão das ilhas. Com o estabelecimento do local como uma reserva natural em 1992, elas passaram a ser moradia de pássaros. O primeiro plano de gestão foi validado em 1998. No mesmo ano, foi aberto o Centro Ambiental Insular em Molène, e um segundo guarda-técnico foi contratado. Desde 2017, a reserva está sendo gerenciada pelo Parque Natural Marinho de Iroise.

Panorama da ilha de Trielen

## Ecologia

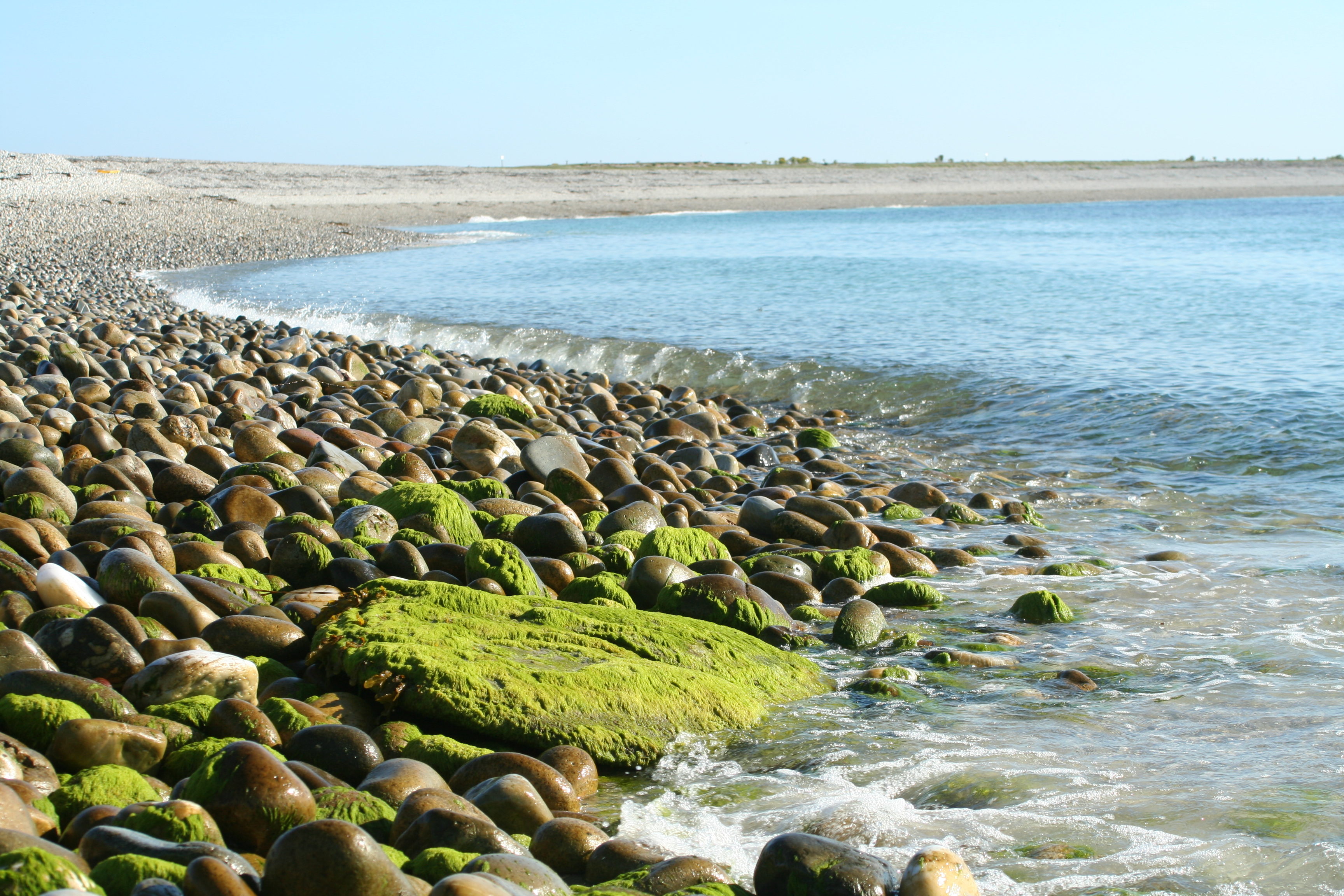
Praia de seixos em Béniguet

Protegida de visitas frequentes e livre de predadores terrestres, as ilhas de Iroise são consideradas um refúgio para aves marinhas e costeiras, pois o local é ideal para a nidificação. Entre as espécies que lá habitam, estão de 600 a 700 casais de painhos-de-cauda-quadrada, quase três quartos da população francesa da espécie capaz de se reproduzir.
A vegetação das ilhas, adaptadas ao vento de a água, possui características únicas e notórias, assim como as formações típicas do arquipélago de Molène, como amontoados de seixos e pedregulhos.

### Flora

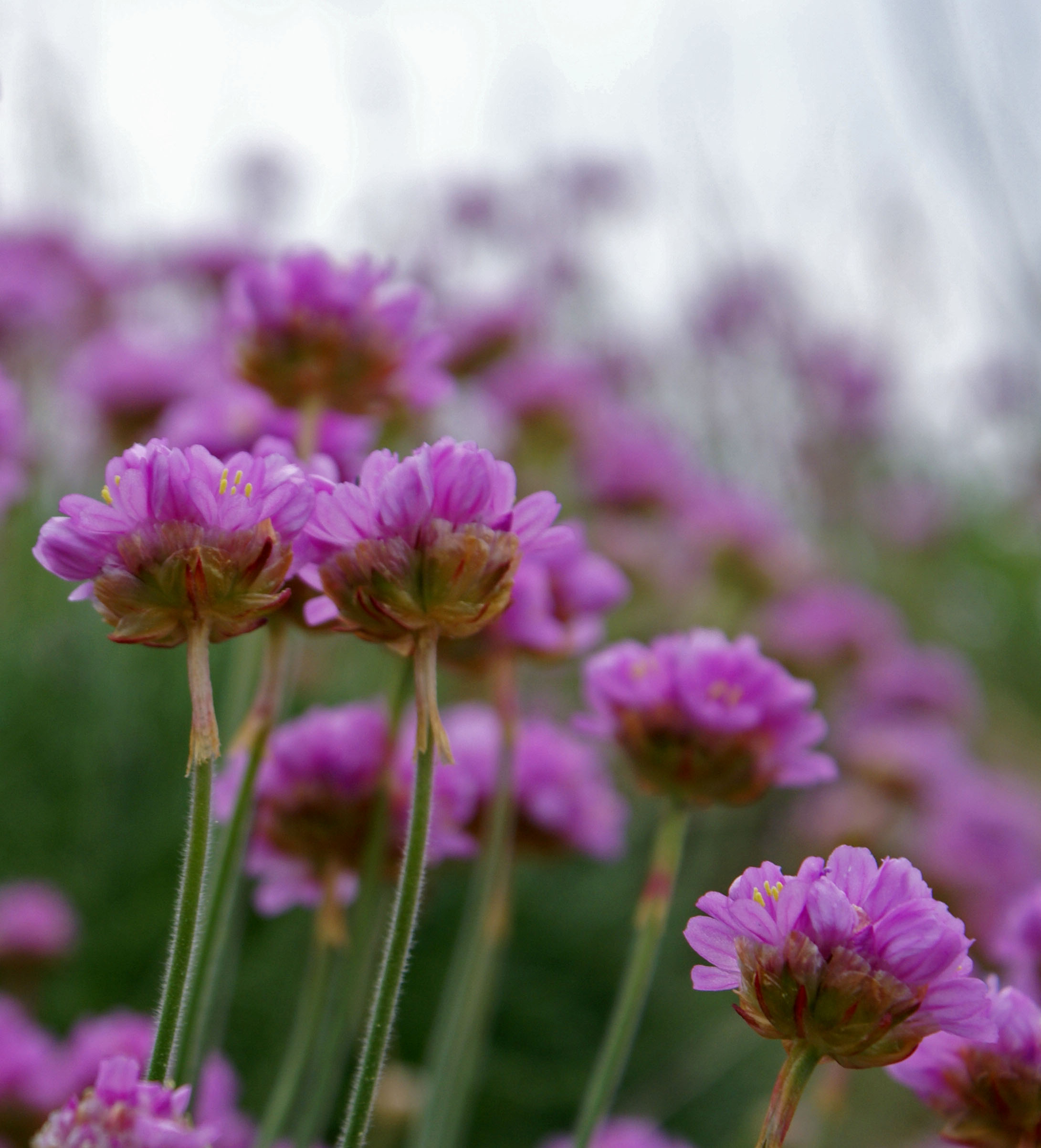
Armeria maritima

As ilhas estão apenas a alguns metros acima do nível do mar, mas se configuram como os pontos mais íngremes de um vasto planalto submerso, delimitado por vales subaquáticos, incluindo o canal de Four e o estreito de Fromveur. Elas foram esculpidas pelo vento e pela água, e por isso possuem características únicas, como dunas, amontoados de seixos, tômbolos, lagoas costeiras, e micro-falésias.
Esta diversidade de ambientes fez com que se desenvolvesse um mosaico de paisagens florísticas, com cada associação vegetal se adaptando especificamente para sua área. As formações mais únicas são as que mesclam as características marinhas do ambiente, que dão a sensação do estado de conservação para as ilhas.
É possível distinguir a flora das falésias costais, como o cravo-do-mar e a cochlearia officinalis, das áreas de beta maritima, matricaria maritima, solanum dulcamara ou a rara Rumex rupestris. O gramado é dominado pelas lotus corniculatus e vandenboschia speciosa. Em Balanec e Trielen, também surgiram traços de atividade agrícola, campos de amoras-silvestres e samambaias, urtica e cardo.

### Fauna

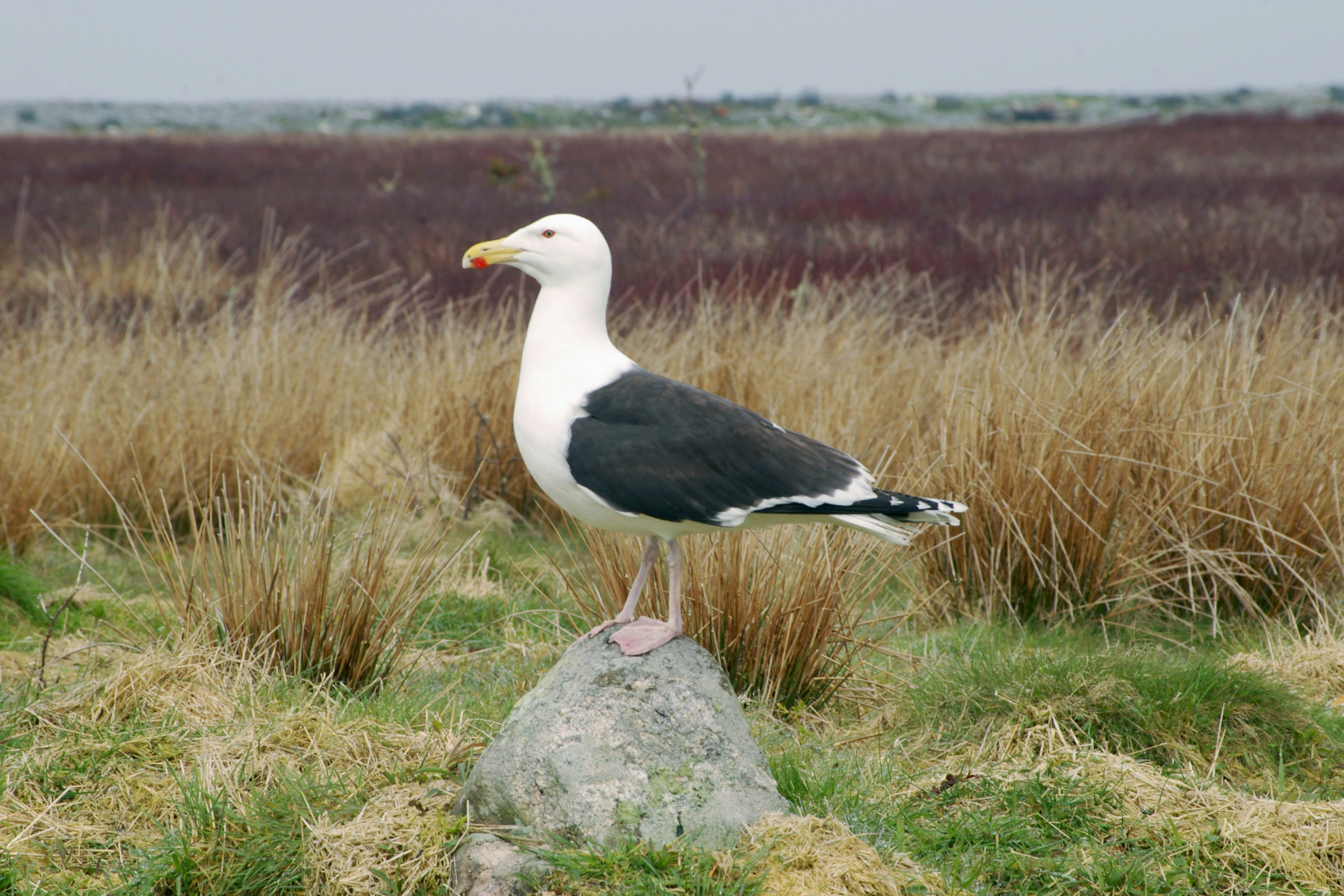
Alcatraz-comum

Em termos de diversidade e número de indivíduos, as aves marinhas são a de maior interesse. O centro das ilhas são habitadas por colônias de diversas espécies de gaivotas (gaivota prateada, gaivota-de-asa-escura e alcatraz-comum) e aves costeiras (ostraceiro-europeu e borrelho-grande-de-coleira). As praias e costas são habitadas pela andorinha-do-mar e a andorinha-do-mar-anã. Já as falésias e picos rochosos são habitados pelo corvo-marinho-de-crista e pelo cormorão.
No ponto de vista da ornitologia, a ilha de Bannec é a mais rica e única das três, pois é lar de diversos casais de painhos-de-cauda-quadrada, os primeiros em uma colônia francesa, e algumas dúzias de casais de bobos-pequenos. O arquipélago de Molène também é um importante ponto migratório por ser um local de alimentação.
Entre os mamíferos, estão o musaranho-de-dentes-brancos-pequeno, o coelho e a lontra-europeia, apesar de seu avistamento ser menos frequente. As ilhas também podem ser escolhidas excepcionalmente como local para parto das focas-cinzentas ou de outros animais que frequentam as águas do arquipélago, como o golfinho-roaz. Não há répteis ou anfíbios na reserva.

## Turismo e interesse educacional
A Casa do Meio-Ambiente Insular, localizada na ilha de Molène, permite que o local seja explorado sem a necessidade de desembarcar, já que o acesso é difícil (não há rampa e a ancoragem é precária).

## Administração
Entre 1992 e 2016, as ilhas eram propriedade do Conselho Departamental de Finistère, que eram geridas juntamente com a Bretagne Vivante por uma lei de associação criada em 1901. 
Desde 1 de outubro de 2016, o local passou a ser gerido, com objetivos de gestão específicos de reservas naturais francesas, diretamente pela equipe do  Parque Natural Marinho de Iroise. A parceria com a Bretagne Vivante continua vigente.
Desde janeiro de 2019, a expansão das ilhas não-habitadas e as ilhas do arquipélago de Molène está em vigência. Com esta extensão, é possível proteger as espécies e habitats presentes em terra e nas costas, como áreas de nidificação, locais de descanso de focas, entre outros. O processo foi posto em prática após a fase inicial de consulta.

### Caráter legal
A reserva natural foi criada em 12 de outubro de 1992.
O decreto de 4 de setembro de 2021 estende seu perímetro em 1.129 ha, adicionando 1.008,41 ha de área marítima e 120,58 ha de área terrestre.
O domínio marítimo da reserva foi classificado como uma zona de proteção especial (ZPS) FR5310040 em junho de 1988, por ser uma área de nidificação de diversas espécies de aves.
As três ilhas são parte da reserva da biosfera do mar de Iroise, que envolve o trabalho conjunto ( Bretagne Vivante, Conservatoire du Littoral, Office National de la Chasse et de la Faune Sauvage, atores públicos e privados, entre outros) de diversas áreas de proteção, como o Parque Naturai Marinho de Iroise e o Parque Natural Regional de Armonique.